# Дынное дерево пятиугольное
Ды́нное де́рево пятиуго́льное, или Бабако (лат. Carica pentagona) — небольшое редкоразветвлённое плодовое дерево семейства Кариковые, высотой 5-8 м с малосемянными гладкокожистыми плодами S-образной формы длиной до 30 см.
В природе не встречается, является полученным в культуре гибридом.
Растение может расти на высотах до 2000 м над уровнем моря. Оно более устойчиво к колебаниям температуры и влажности, чем папайя. Культивируется, в основном, в горных долинах Эквадора. В последнее время в незначительных масштабах начато её выращивание в Австралии и Новой Зеландии. Как и папайя, бабако культивируется ради своих съедобных плодов и получаемого из них сока.